# Tatlıca, Aksaray
Tatlıca là một xã thuộc huyện Aksaray, tỉnh Aksaray, Thổ Nhĩ Kỳ. Dân số thời điểm năm 2010 là 780 người.